# 7506 Луб
7506 Луб (7506 Lub) — астероїд головного поясу, відкритий 24 вересня 1960 року.
Тіссеранів параметр щодо Юпітера — 3,177.